# Treffpunkt Los Angeles
Treffpunkt Los Angeles ist ein US-amerikanischer Spielfilm von Ted V. Mikels aus dem Jahr 1968.

## Handlung
Der zwielichtige Buz ist auf dem Weg nach Los Angeles und nimmt in einem Bistro die junge Kellnerin Michele mit. Sie kann tanzen und Buz verspricht ihr, sie mit seiner Schwester Joanie bekannt zu machen, die in einem Nachtclub in L.A. als Gogo-Tänzerin arbeitet. Michele schließt sich ihm trotz Zweifeln an, da eine Alternative nur wäre, mit ihrem brutalen und stets betrunkenen Vater zusammenzuleben. Auf dem Weg nach L.A. nehmen beide den jungen Finley Jones, genannt „Critter“, mit. Er ist mit einer Gitarre unterwegs und erzählt ihnen, bisher im Friedenscorps tätig gewesen zu sein. Bald kommt es zwischen Buz und Critter zu Zwist, sind beide doch an Michelle interessiert. Die wiederum will unbedingt Tänzerin werden und wendet sich auch nicht von Buz ab, als er auf der Fahrt eine Tankstelle überfällt und zwei aggressive Motorradfahrer mit einer Pistole bedroht.
In L.A. kehren die drei in das Nachtlokal Haunted House ein, in dem Joanie tanzt. Sie werden von Lokalbesitzer Leo McCabe argwöhnisch begrüßt, doch stellt sie Joanie tatsächlich als Buz’ Schwester heraus. Michelle tanzt vor und wird eingestellt. Sie ignoriert Critters Warnung, dass der Club kein Ort für sie sei. Buz beginnt, für Leo zu arbeiten, während Critter im Nachtclub als Putzmann anfängt. Michelle hat als Tänzerin sofort Erfolg und darf schon bald probeweise den Star des Abends Joanie ersetzen, hat diese doch ein Tablettenproblem. Critter fällt der Band des Clubs als Songwriter auf. Er kann einige Lieder für 100 Dollar verkaufen. Er bittet Michelle, mit ihm zu verschwinden, und eröffnet ihr, dass er in Wirklichkeit in einer Woche zur Armee eingezogen werden wird, jedoch plant, fahnenflüchtig zu werden. Sie wendet sich von ihm ab, auch wenn sie von Critter inzwischen weiß, dass Leo und Buz in großem Stil mit LSD dealen.
Bei einer LSD-Übergabe wird Buz von Harry Blatz verfolgt. Harry erweist sich zwar als Hochstapler – er behauptet, Gefängnisleiter zu sein, obwohl er nur als Kleingauner dort Dauergast ist – weiß jedoch, dass nach einer Razzia im Eastwood County Jail rund 100.000 Dollar lagern. Leo gibt Buz freie Hand für einen Coup auf eigene Faust, was Critter mit anhört. Buz kann das Geld stehlen, wobei er Harry als Mitwisser erschlägt. Michelle erlebt unterdessen, wie die tablettensüchtige Joanie von Leo ohne Mitleid fallengelassen wird. Leo bietet ihr ihren Job an. Michelle entschließt sich jedoch, mit Critter zu fliehen. Da Critter sich als Mitwisser im Fall Harry Blatz entpuppt, kommt es zu einem Kampf zwischen Leo, Buz und Critter, den Critter für sich entscheidet. Er geht jedoch nicht, wie Leo ihm vorschlägt, sondern ruft die Polizei, um dem Treiben ein Ende zu bereiten. Wenig später sind Critter und Michelle unterwegs in die Flitterwochen, bevor Critter zur Armee gehen wird.

## Produktion
Treffpunkt Los Angeles wurde vor Ort in Los Angeles gedreht. Die Kostüme schuf Nora Maxwell, die Filmbauten stammen von Rod Wilmoth. Bei der Gogo-Girl-Gruppe im Film handelt es sich um die „‚Gold Boot‘ Girl Dancers“. Preston Epps ist während einer Party-Szene an den Bongos zu sehen.
Chris Howard schrieb zahlreiche Lieder für den Film, die er in den Nachtclubszenen mit der Band The Third World aufführt: Girl in Gold Boots, For You, Do You Want to Laugh or Cry, Hello Michele und One Good Time, One Place. Weitere im Film zu hörende Lieder sind Lonesome Man, Sin, You Gotta Come Down, Strange Thing, Cowboy Santa, Don’t Worry, Don’t Hurry und Tomorrow and You. Diese Lieder wurde von Larry Cartell, Joe Valino bzw. Jody Daniels gesungen.
Treffpunkt Los Angeles lief erstmals am 25. April 1968 in Houston in den Kinos an und kam 1995 in den USA auf Video heraus. In Deutschland erschien der Film unter anderem 2005 auf DVD. Die Comedy-Fernsehreihe Mystery Science Theater 3000 (MST3K) stellte den Film am 18. April 1999 vor, wobei er im Stil der Reihe humoristisch kommentiert wurde.